# Semaeopus luridata
Semaeopus luridata är en fjärilsart som beskrevs av W. Warren 1907. Semaeopus luridata ingår i släktet Semaeopus och familjen mätare. Inga underarter finns listade i Catalogue of Life.